# Saison 4 de S.W.A.T.
 (février 2021).
Si vous disposez d'ouvrages ou d'articles de référence ou si vous connaissez des sites web de qualité traitant du thème abordé ici, merci de compléter l'article en donnant les références utiles à sa vérifiabilité et en les liant à la section « Notes et références ».
Chronologie
Saison 3 Saison 5
Cet article présente le guide des épisodes de la quatrième saison de la série télévisée américaine S.W.A.T.

## Généralités
- Aux États-Unis, cette quatrième saison a été diffusée du 11 novembre 2020 au 26 mai 2021 sur le réseau CBS.
- En Afrique, cette quatrième saison a été diffusée en version française du 17 juin 2021 au 9 août 2021 sur la chaîne Canal+ Afrique.
- En France, cette quatrième saison a été diffusée du 9 mars 2021 au 1er février 2022 sur la chaîne TF1.

## Distribution
- Shemar Moore (VF : David Kruger) : Sergent Daniel « Hondo » Harrelson
- Alex Russell (VF : Franck Lorrain) : Jim Street
- Lina Esco (VF : Anne Tilloy) : Christina « Chris » Alonso
- Kenny Johnson (VF : Boris Rehlinger) : Dominique Luca
- Jay Harrington (VF : Stéphane Pouplard) : Sergent David « Deacon » Kay
- David Lim (VF : Alexandre Nguyen) : Victor Tan
- Patrick St. Esprit (VF : Guy Chapelier) : Commandant Robert Hicks

## Épisodes

### Épisode 1:Black Lives Matter
- États-Unis /  Canada : 11 novembre 2020 sur CBS / Global
- Belgique : 19 février 2021 sur RTL-TVI
- France : 9 mars 2021 sur TF1
- Afrique : 17 juin 2021 sur Canal+ Afrique

- États-Unis : 2,75 millions de téléspectateurs

### Épisode 2:Sous surveillance
- États-Unis /  Canada : 11 novembre 2020 sur CBS / Global
- Belgique : 19 février 2021 sur RTL-TVI
- France : 16 mars 2021 sur TF1
- Afrique : 17 juin 2021 sur Canal+ Afrique

- États-Unis : 2,56 millions de téléspectateurs

### Épisode 3:Rocco et son frère
- États-Unis /  Canada : 18 novembre 2020 sur CBS / Global
- Belgique : 26 février 2021 sur RTL-TVI
- France : 23 mars 2021 sur TF1
- Afrique : 24 juin 2021 sur Canal+ Afrique

- États-Unis : 2,25 millions de téléspectateurs

### Épisode 4:Escorte à haut risque
- États-Unis /  Canada : 25 novembre 2020 sur CBS / Global
- Belgique : 26 février 2021 sur RTL-TVI
- France : 23 mars 2021 sur TF1
- Afrique : 24 juin 2021 sur Canal+ Afrique

- États-Unis : 3,39 millions de téléspectateurs

### Épisode 5:Livraisons explosives
- États-Unis /  Canada : 9 décembre 2020 sur CBS / Global
- Belgique : 5 mars 2021 sur RTL-TVI
- France : 30 mars 2021 sur TF1
- Afrique : 1er juillet 2021 sur Canal+ Afrique

- États-Unis : 3,88 millions de téléspectateurs

### Épisode 6:Le Royaume des bienheureux
- États-Unis /  Canada : 16 décembre 2020 sur CBS / Global
- Belgique : 5 mars 2021 sur RTL-TVI
- France : 6 avril 2021 sur TF1
- Afrique : 1er juillet 2021 sur Canal+ Afrique

- États-Unis : 4,06 millions de téléspectateurs

### Épisode 7:Les Soldats du feu
- États-Unis /  Canada : 13 janvier 2021 sur CBS / Global
- Afrique : 8 juillet 2021 sur Canal+ Afrique
- Belgique : 29 décembre 2021 sur RTL-TVI
- France : 4 janvier 2022 sur TF1

- États-Unis : 3,28 millions de téléspectateurs

### Épisode 8:Croisade meurtrière
- États-Unis /  Canada : 27 janvier 2021 sur CBS / Global
- Afrique : 8 juillet 2021 sur Canal+ Afrique
- Belgique : 29 décembre 2021 sur RTL-TVI
- France : 4 janvier 2022 sur TF1

- États-Unis : 3,08 millions de téléspectateurs

### Épisode 9:Un coupable à tout prix
- États-Unis /  Canada : 17 février 2021 sur CBS / Global
- Afrique : 15 juillet 2021 sur Canal+ Afrique
- Belgique : 29 décembre 2021 sur RTL-TVI
- France : 11 janvier 2022 sur TF1

- États-Unis : 2,99 millions de téléspectateurs

### Épisode 10:Faire face
- États-Unis /  Canada : 3 mars 2021 sur CBS / Global
- Afrique : 15 juillet 2021 sur Canal+ Afrique
- Belgique : 5 janvier 2022 sur RTL-TVI
- France : 11 janvier 2022 sur TF1

- États-Unis : 3,62 millions de téléspectateurs

### Épisode 11:La Pensée positive
- États-Unis /  Canada : 10 mars 2021 sur CBS / Global
- Afrique : 22 juillet 2021 sur Canal+ Afrique
- Belgique : 5 janvier 2022 sur RTL-TVI
- France : 18 janvier 2022 sur TF1

- États-Unis : 2,84 millions de téléspectateurs

### Épisode 12:Des vies à sauver
- États-Unis /  Canada : 24 mars 2021 sur CBS / Global
- Afrique : 22 juillet 2021 sur Canal+ Afrique
- Belgique : 5 janvier 2022 sur RTL-TVI
- France : 18 janvier 2022 sur TF1

- États-Unis : 3,71 millions de téléspectateurs

### Épisode 13:Plan B
- États-Unis /  Canada : 7 avril 2021 sur CBS / Global
- Afrique : 29 juillet 2021 sur Canal+ Afrique
- Belgique : 19 janvier 2022 sur RTL-TVI
- France : 25 janvier 2022 sur TF1

- États-Unis : 3,10 millions de téléspectateurs

### Épisode 14:Le Jugement dernier
- États-Unis /  Canada : 21 avril 2021 sur CBS / Global
- Afrique : 29 juillet 2021 sur Canal+ Afrique
- Belgique : 26 janvier 2022 sur RTL-TVI
- France : 25 janvier 2022 sur TF1

- États-Unis : 3,06 millions de téléspectateurs

### Épisode 15:Braquages en direct
- États-Unis /  Canada : 5 mai 2021 sur CBS / Global
- Afrique : 5 août 2021 sur Canal+ Afrique
- Belgique : 26 janvier 2022 sur RTL-TVI
- France : 1er février 2022 sur TF1

- États-Unis : 3,11 millions de téléspectateurs

### Épisode 16:Fusillade au tribunal
- États-Unis /  Canada : 12 mai 2021 sur CBS / Global
- Afrique : 5 août 2021 sur Canal+ Afrique
- France : 25 janvier 2022 sur TF1
- Belgique : 19 janvier 2022 sur RTL-TVI

- États-Unis : 2,96 millions de téléspectateurs

### Épisode 17:Une question d'honneur
- États-Unis /  Canada : 19 mai 2021 sur CBS / Global
- Afrique : 12 août 2021 sur Canal+ Afrique
- Belgique : 2 février 2022 sur RTL-TVI
- France : 1er février 2022 sur TF1

- États-Unis : 3,13 millions de téléspectateurs

### Épisode 18:Hors d'état de nuire
- États-Unis /  Canada : 26 mai 2021 sur CBS / Global
- Afrique : 12 août 2021 sur Canal+ Afrique
- Belgique : 2 février 2022 sur RTL-TVI
- France : 1er février 2022 sur TF1

- États-Unis : 3,17 millions de téléspectateurs